# Símun Hansen
Símun Rógvi Hansen (ur. 10 kwietnia 1987 na Wyspach Owczych) – farerski piłkarz, występujący na pozycji bramkarza w stołecznym klubie HB Tórshavn.

## Kariera klubowa

### B71 Sandoy
Do składu B71 Sandoy Hansen trafił w roku 2004, jednak nie rozegrał wtedy żadnego spotkania w swoim klubie. Pierwszym był wygrany 2-0 mecz przeciwko MB Miðvágur 19 marca 2005, w ramach Pucharu Wysp Owczych 2005. Od tamtej pory Símun Rógvi Hansen zaczął pojawiać się na bramce coraz częściej, rozegrawszy ostatecznie 16 spotkań. Jego klub, grający wówczas w 1.deild, zajął drugie miejsce w tabeli ligowej, nie zdołał on jednak pokonać w meczu barażowym GÍ Gøta i dostać się do Formuladeildin.
W roku 2006 Hansen został głównym bramkarzem B71 Sandoy, wyłączając z tej roli czterdziestopięcioletniego Polaka Waldemara Nowickiego. Rozegrał 20 spotkań, jedynie dwa razy pozwalając pojawić się na boisku bramkarzowi rezerwowemu, Jóhanowi Clementsenowi. Jego zespołowi udało się tym razem wywalczyć awans do Formuladeildin z pierwszego miejsca tabeli drugoligowej.
Kolejny sezon B71 Sandoy skończył na ósmym, ostatnim bezpiecznym, miejscu w tabeli pierwszej ligi, szybko, bo już po pierwszym meczu, odpadł też z rozgrywek Pucharu Wysp Owczych 2007. Hansen zagrał w dwudziestu ośmiu spotkaniach.
Rok później, pomimo sukcesu, jakim było dotarcie do półfinału Pucharu Wysp Owczych 2008, B71 Sandoy spadł ponownie do 1.deild. Símun Rógvi Hansen, rozegrał wtedy trzydzieści spotkań, co jest jego rekordem, jeżeli chodzi o liczbę meczów w jednym sezonie. Nie pozostał jednak w klubie po jego porażce w pierwszej lidze.

### HB Tórsahvn
Zawodnikiem zainteresował się stołeczny klub HB Tórshavn. Przed sezonem 2009 klub ze stolicy archipelagu włączył Hansena do swojego składu. Hansen pojawił się w bramce, jako zmiennik Marcina Dawida. Szybko jednak stał się podstawowym bramkarzem, rozgrywając dwadzieścia jeden spotkań w tamtym sezonie. Siedział na ławce w meczach HB Tórshavn przeciwko Omonii Nikozja z Cypru. Jego zespół w tamtym sezonie zdobył mistrzostwo archipelagu.
W czasie kolejnego sezonu Hansen również gra w klubie HB Tórshavn, jednak występuje głównie w drugim składzie tej drużyny, który gra w 1.deild. W zespole pierwszoligowym rozegrał jedynie dwa z dwunastu spotkań.

### Statystyki
| Klub        | Sezon       | Liga           | Liga  | Liga   | Liga         | Liga            | Puchary krajowe | Puchary krajowe | Puchary krajowe | Puchary krajowe | Puchary europejskie | Puchary europejskie | Puchary europejskie | Puchary europejskie | Suma  | Suma   | Suma         | Suma            |
| Klub        | Sezon       | Liga           | Mecze | Bramki | Kartki       | Kartki          | Mecze           | Bramki          | Kartki          | Kartki          | Mecze               | Bramki              | Kartki              | Kartki              | Mecze | Bramki | Kartki       | Kartki          |
| Klub        | Sezon       | Liga           | Mecze | Bramki | Żółte kartki | Czerwone kartki | Mecze           | Bramki          | Żółte kartki    | Czerwone kartki | Mecze               | Bramki              | Żółte kartki        | Czerwone kartki     | Mecze | Bramki | Żółte kartki | Czerwone kartki |
| ----------- | ----------- | -------------- | ----- | ------ | ------------ | --------------- | --------------- | --------------- | --------------- | --------------- | ------------------- | ------------------- | ------------------- | ------------------- | ----- | ------ | ------------ | --------------- |
| B71 Sandoy  | 2004        | 2.deild        | 0     | 0      | 0            | 0               | 0               | 0               | 0               | 0               | –                   | –                   | –                   | –                   | 0     | 0      | 0            | 0               |
| B71 Sandoy  | 2005        | 1.deild        | 12    | 0      | 0            | 0               | 4               | 0               | 0               | 0               | –                   | –                   | –                   | –                   | 16    | 0      | 0            | 0               |
| B71 Sandoy  | 2006        | 1.deild        | 19    | 0      | 0            | 0               | 1               | 0               | 0               | 0               | –                   | –                   | –                   | –                   | 20    | 0      | 0            | 0               |
| B71 Sandoy  | 2007        | Formuladeildin | 27    | 0      | 0            | 0               | 1               | 0               | 0               | 0               | –                   | –                   | –                   | –                   | 28    | 0      | 0            | 0               |
| B71 Sandoy  | 2008        | Formuladeildin | 26    | 0      | 0            | 0               | 4               | 0               | 0               | 0               | –                   | –                   | –                   | –                   | 30    | 0      | 0            | 0               |
| HB Tórshavn | 2009        | Formuladeildin | 18    | 0      | 0            | 0               | 3               | 0               | 0               | 0               | 0                   | 0                   | 0                   | 0                   | 21    | 0      | 0            | 0               |
| HB Tórshavn | 2010        | Formuladeildin | 2     | 0      | 0            | 0               | 0               | 0               | 0               | 0               | 0                   | 0                   | 0                   | 0                   | 2     | 0      | 0            | 0               |
| HB Tórshavn | 2010        | 1.deild        | 5     | 0      | 0            | 0               | –               | –               | –               | –               | –                   | –                   | –                   | –                   | 5     | 0      | 0            | 0               |
| Suma        | B71 Sandoy  | B71 Sandoy     | 84    | 0      | 0            | 0               | 10              | 0               | 0               | 0               | –                   | –                   | –                   | –                   | 94    | 0      | 0            | 0               |
| Suma        | HB Tórshavn | HB Tórshavn    | 25    | 0      | 0            | 0               | 3               | 0               | 0               | 0               | 0                   | 0                   | 0                   | 0                   | 28    | 0      | 0            | 0               |
| Suma        | Wszystkie   | Wszystkie      | 109   | 0      | 0            | 0               | 13              | 0               | 0               | 0               | 0                   | 0                   | 0                   | 0                   | 122   | 0      | 0            | 0               |

### Osiągnięcia
HB Tórshavn
- Mistrzostwo Wysp Owczych: 2009

## Kariera reprezentacyjna
Hansen został powołany, jako rezerwowy bramkarz w eliminacjach do Mistrzostw Europy U-21 2009 w Szwecji, jednak nie wszedł ani razu na boisko.